# Guarino da Verona

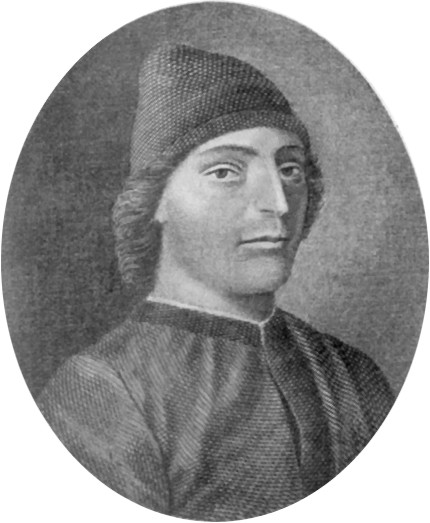
Guarino da Verona, Phantasiebild

Guarino da Verona (auch Guarino Veronese, Guarino Guarini; * 1374 in Verona; † 4. Dezember 1460 in Ferrara) war ein Gelehrter und Humanist der italienischen Renaissance.

## Zeitliche Einordnung
Im Jahre 1374 kaufte der florentinische Staatskanzler Coluccio Salutati (1331–1406) Teile von Francesco Petrarcas (1304–1374) Bibliothek (der damals größten Privatbibliothek Europas) und übernahm auch die Führung beim Sammeln alter Handschriften und der Wiederbelebung der griechischen Sprache. 1375 Kanzler von Florenz geworden, begann Salutati mit der Reformation der Florentiner Schulen.
Das Renaissance-Interesse an der Antike erstreckte sich zunehmend auch auf die griechische Kultur. Nicht zuletzt die theologischen Unionskontakte der katholischen Kirche mit der griechisch-orthodoxen Kirche führten viele Lehrer der griechischen Sprache und Literatur nach Italien, darunter 1397 Manuel Chrysoloras (1353–1415) als ersten der griechischen Gelehrten aus Konstantinopel. Nach seiner Ankunft in Italien wirkte er als Griechisch-Lehrer zuerst in Verona, danach in Venedig und Florenz.
Etwa zur gleichen Zeit holte der florentinische Staatsmann Salutati zur Unterstützung bei der Büchersammlung und -übersetzung Guarino und Niccolò Niccoli (1363–1437), die beide bei Johannes von Ravenna (1356–1417) studierten, nach Florenz.

## Leben

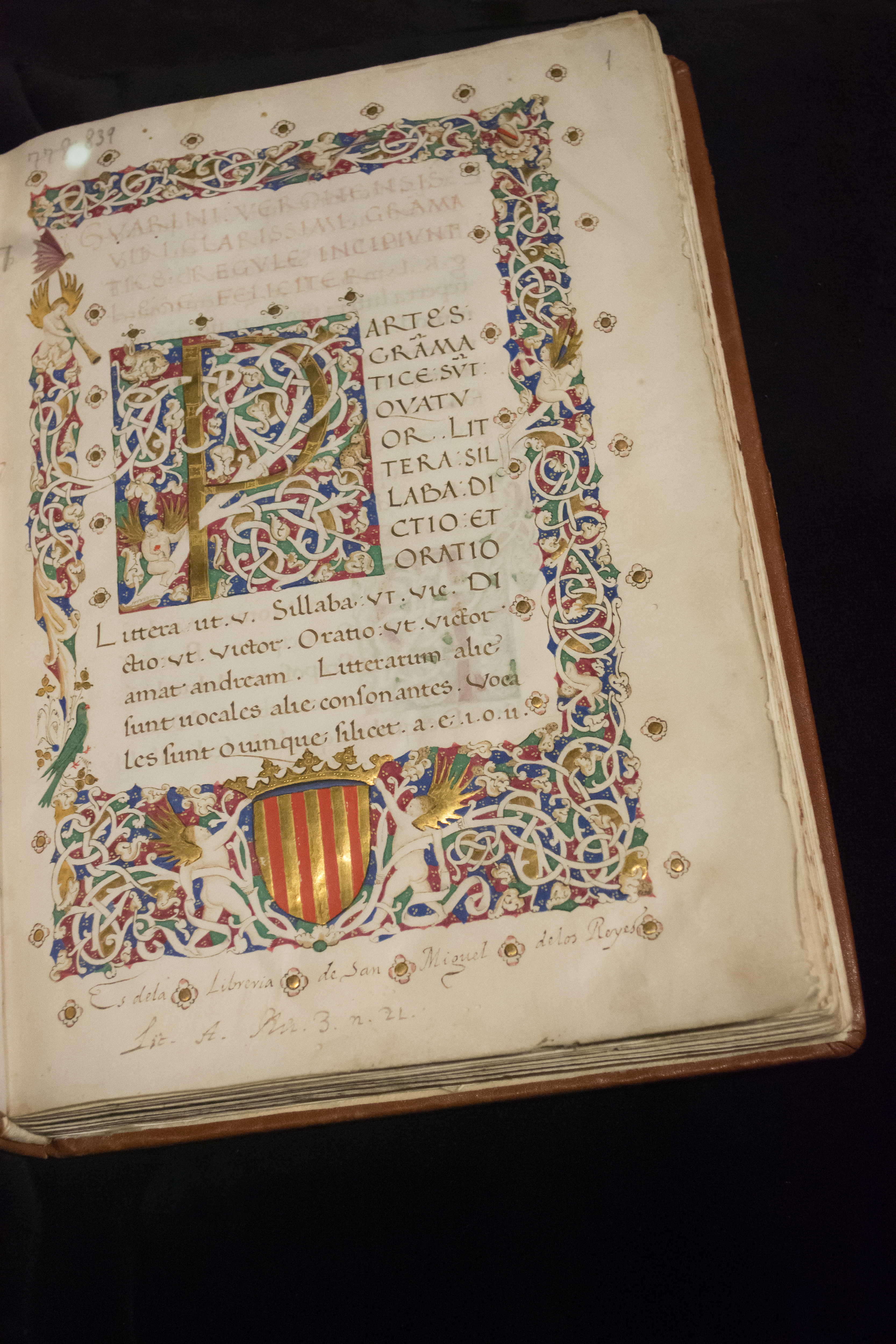
Regulae grammaticales, Handschrift von 1450

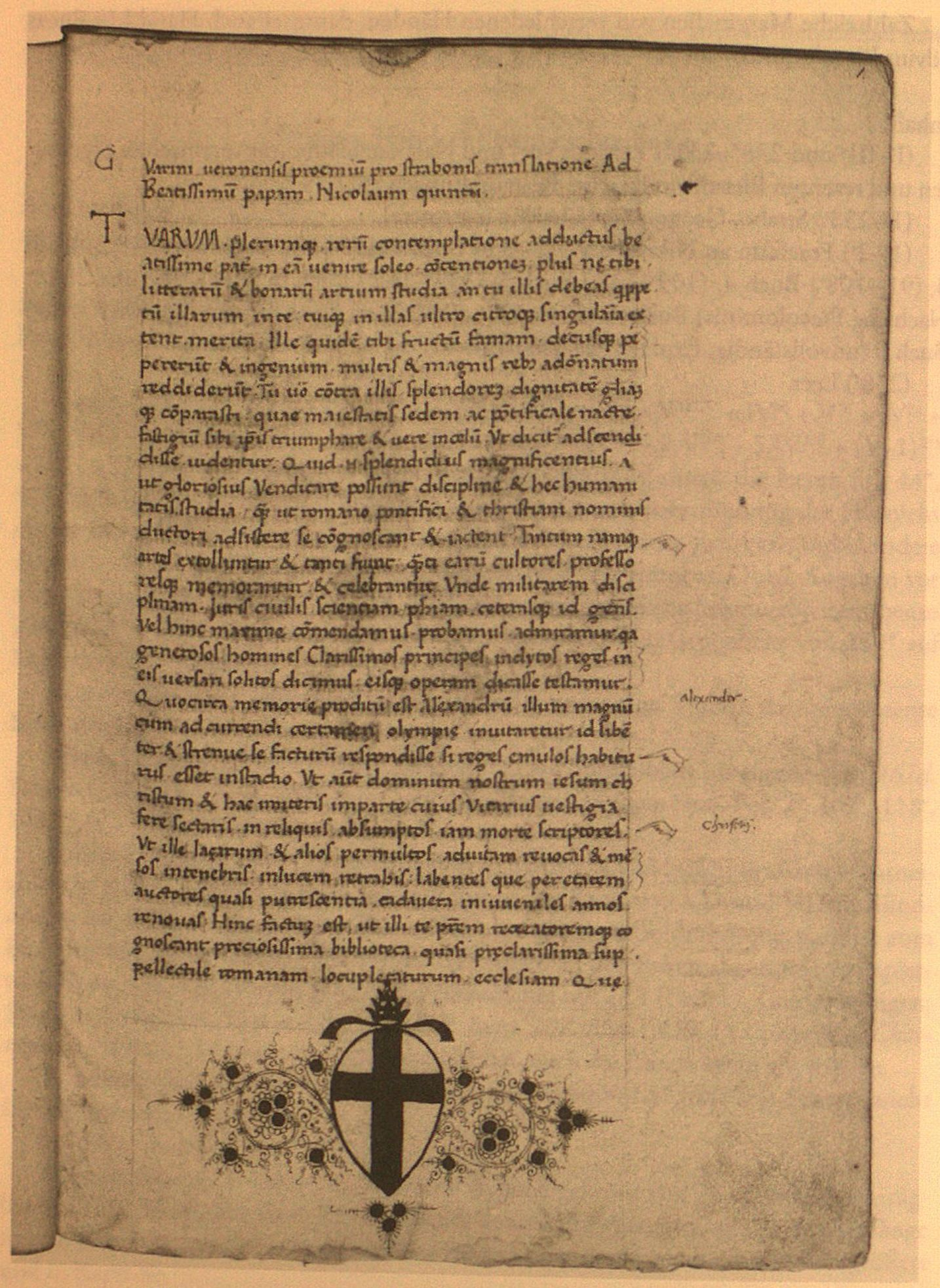
Guarinos Widmungsbrief an Papst Nikolaus V., dem er seine lateinische Übersetzung von Strabons Geographie widmete. London, British Library, Burney 107, fol. 1r

Nach seiner frühen Jugend in Verona studierte Guarino Griechisch in Konstantinopel. 1403 war er, geraume Zeit vor Giovanni Aurispa und Francesco Filelfo, einer der ersten Italiener, die nach Konstantinopel gingen. Dort studierte er fünf Jahre Griechisch an der Schule von Manuel Chrysoloras, den er zuvor in Italien kennengelernt hatte. Guarino brachte 50 Manuskripte mit und die drei Studiengefährten gelangten am Ende mit mehreren hundert Codices von Geschichtsschreibern, Kirchenvätern, Dichtern, Philosophen zurück nach Italien. So erreichten Werke von Demosthenes, Lukian, Cassius Dio, Xenophon, Strabon, Diodor, Platon und den Platonikern Italien. Eine populäre Anekdote der Humanisten berichtete, Guarino habe sich über den Verlust eines einzigen der Manuskripte (das mit einem anderen Schiff unterging) derart gegrämt, dass seine Haare über Nacht grau geworden seien.
Guarino übersetzt den ganzen Strabon aus dem Griechischen (wofür er 1000 Scudi erhielt), etwa 15 von Plutarchs Heldenleben sowie einige Werke von Lukian und Isokrates. Er verfasste außerdem eine lateinische Elementargrammatik. Den Rest seines Lebens lehrte er in Verona, Florenz, Venedig und Ferrara Griechisch und Geschichte.
1427 fand Guarino das verlorengegangene Werk des Celsus. 1429 wurde er von Niccolò III. d’Este zur Prinzenerziehung seines Sohnes Leonello nach Ferrara berufen. Dort unterhielt er (auch?) eine Privatschule. 1434 wurde sein jüngster Sohn Battista Guarino geboren. 1436 wurde er durch die Förderung durch Leonello d’Este als Griechisch-Professor an die Universität Ferrara berufen. Ab 1438 wirkte er außerdem als Übersetzer für die griechischsprachigen Teilnehmer des Konzils von Basel/Ferrara/Florenz. Etwa zur gleichen Zeit begann Peter Luder bei Guarino seine humanistischen Studien. Die von ihm und Vittorino da Feltre in Mantua (1425) gegründeten Schulen beeinflussten insbesondere durch ihre Wertschätzung der griechischen Sprache und Kultur die Pädagogik und dienten bis ins 18. Jahrhundert als Schulmodell, das über die Gründung der Lateinschule hinüber führte zum Humanistischen Gymnasium neuzeitlicher Prägung.

## Bedeutung
Neben seiner überragenden Rolle als Fürsprecher und Lehrer der griechischen Sprache innerhalb der Studia humaniora liegt Guarinos Bedeutung auch in seinen Übersetzungen Strabons begründet, dessen gesamtes Werk er (ins damalige Latein und Italienische) übersetzte. Außerdem übersetzte er noch einige der Bíoi parálleloi („Parallele Lebensbeschreibungen“) Plutarchs und verfasste ein Kompendium über die griechische Grammatik des Chrysoloras; schließlich schrieb er auch eine Reihe von kommentierenden Aufsätzen zu Persius, Martial, den Satiren des Juvenal und einigen Schriften des Aristoteles und Ciceros.

## Editionen
- Remigio Sabbadini (Hrsg.): Epistolario. 3 Bände. 1915–19 (Nachdruck 1967).
- Carmina. Hrsg. von Aldo Manetti, 1985.
- Maria I. Campanale (Hrsg.): Giochi di specchi per il principe. L'orazione di Guarino per Leonello d'Este. Edipuglia, Bari 2012, ISBN 978-88-7228-685-2 (kritische Edition mit ausführlicher Einleitung)